# Tore Blom
Teodor "Tore" Blom, född 23 april 1880 i Lilla Edet, död 24 september 1961, var en svensk friidrottare och journalist. Inom landet tävlade han för IFK Gävle.
Vid OS i Paris 1900 deltog Blom i höjdhopp där han kom åtta med 1,50 meter samt i längdhopp där han kom elva med 5,77 meter.
Blom var son till apotekaren Johan Theodor Blom och Amelie Ericsén. Han studerade vid de högre allmänna läroverken i Vänersborg och Gävle och tog mogenhetsexamen 1900. 1901-1903 studerade han vid Tekniska högskolan.
Han började arbeta för Norrlands-Posten i november 1903 och fortsatte senare som medarbetare för Helsingborgs Dagblad och Svenska notisbyrån. I juni 1908 började han arbeta för Stockholms Dagblad där han blev chef för annonsavdelningen i januari 1916 till han lämnade tidningen i oktober 1920.
Från november 1920 till september 1924 var han chefredaktör för Svensk Motortidning. Därefter återgick han till dagspressen, först på Stockholms-Tidningen 1925-1930, sedan med egen korrespondensbyrå och slutligen 1934 på Aftonbladet där han stannade till pensionen.